# Dơi nâu nhỏ
Myotis lucifugus hay Dơi nâu nhỏ là một loài động vật có vú trong họ Dơi muỗi, bộ Dơi. Loài này được Le Conte mô tả năm 1831.
Loài này được tìm thấy ở Bắc Mỹ. Nó có kích thước cơ thể nhỏ và bộ lông màu nâu bóng. Nó có ngoại hình tương tự như một số loài dơi tai chuột khác, bao gồm dơi Indiana, dơi tai dài phía bắc và Arizona myotis, có liên quan chặt chẽ với nhau.
Chúng là loài đa phu thê, và con cái sinh ra một con cái hàng năm. Con non nhanh chóng được cai sữa và đạt kích thước trưởng thành ở một số chiều trong ba tuần tuổi. Loài dơi nhỏ màu nâu có tuổi thọ trung bình là 6,5 năm, mặc dù một cá thể trong tự nhiên đạt 34 tuổi. Nó sống về đêm, tìm kiếm con mồi côn trùng vào ban đêm và cưỡi trên những thân cây hoặc tòa nhà rỗng vào ban ngày, trong số các loại gà trống ít phổ biến hơn. Nó điều hướng và định vị con mồi với tiếng vang.
Nó có ít động vật săn mồi tự nhiên, nhưng có thể bị giết bởi những kẻ săn mồi như cú, cũng như những kẻ săn mồi trên cạn như gấu mèo. Các nguồn tử vong khác bao gồm các bệnh như bệnh dại và hội chứng mũi trắng. Hội chứng mũi trắng là nguyên nhân gây tử vong đáng kể kể từ năm 2006, giết chết hơn một triệu con dơi nâu vào năm 2011. Ở vùng Đông Bắc Hoa Kỳ, mất dân số là cực kỳ nghiêm trọng, với hibernacula (hang động được sử dụng để ngủ đông) được điều tra trung bình 90%.
Con người thường xuyên bắt gặp con dơi nhỏ màu nâu do thói quen ngủ trong các tòa nhà. Các quần thể trong các tòa nhà thường được coi là loài gây hại vì sản xuất chất thải hoặc mối quan tâm của việc truyền bệnh dại. Tuy nhiên, dơi nhỏ màu nâu hiếm khi xét nghiệm dương tính với bệnh dại. Một số người cố gắng thu hút những con dơi nhỏ màu nâu vào tài sản của họ, nhưng không phải nhà của họ, bằng cách cài đặt nhà dơi.

## Hình ảnh

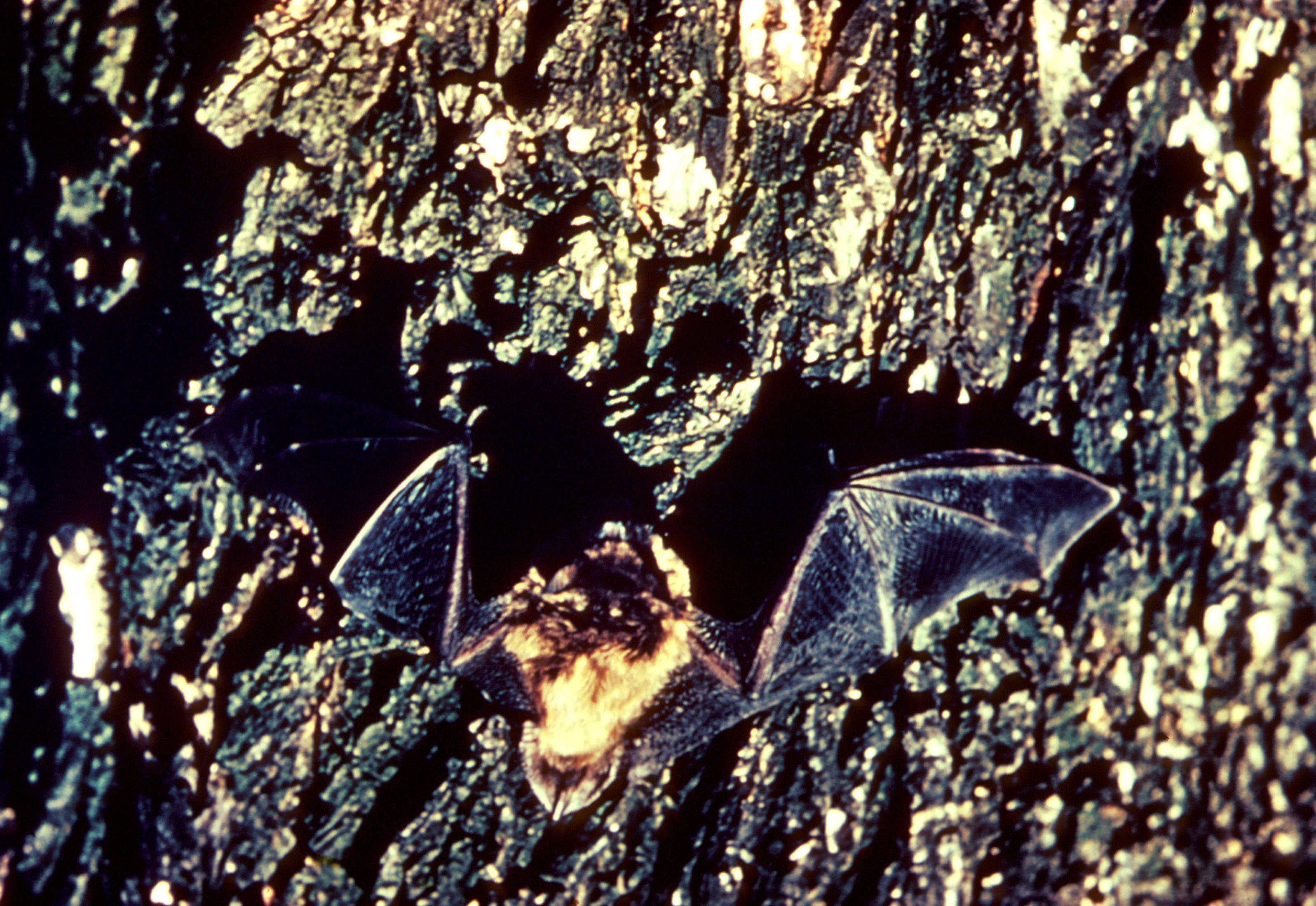
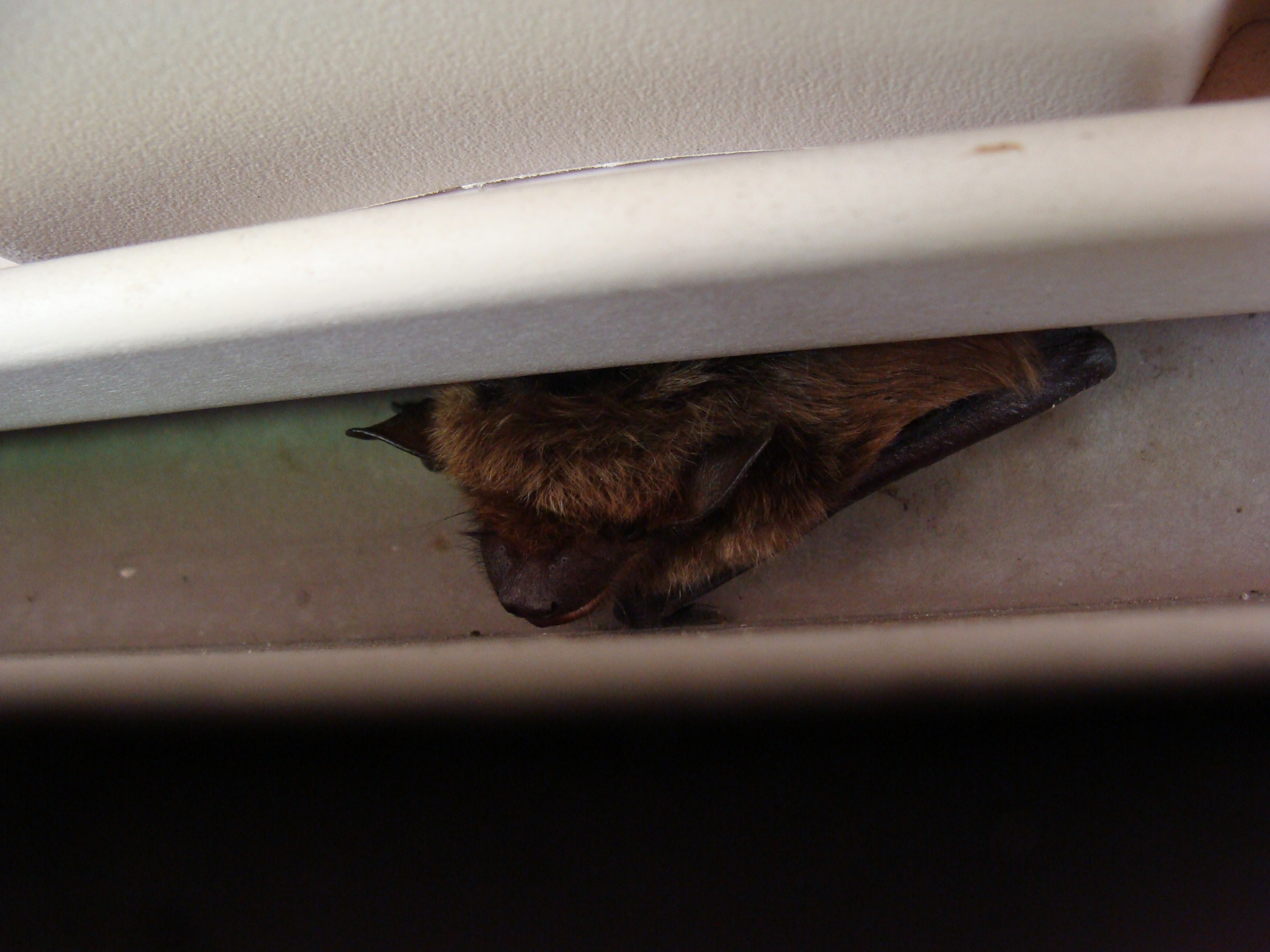
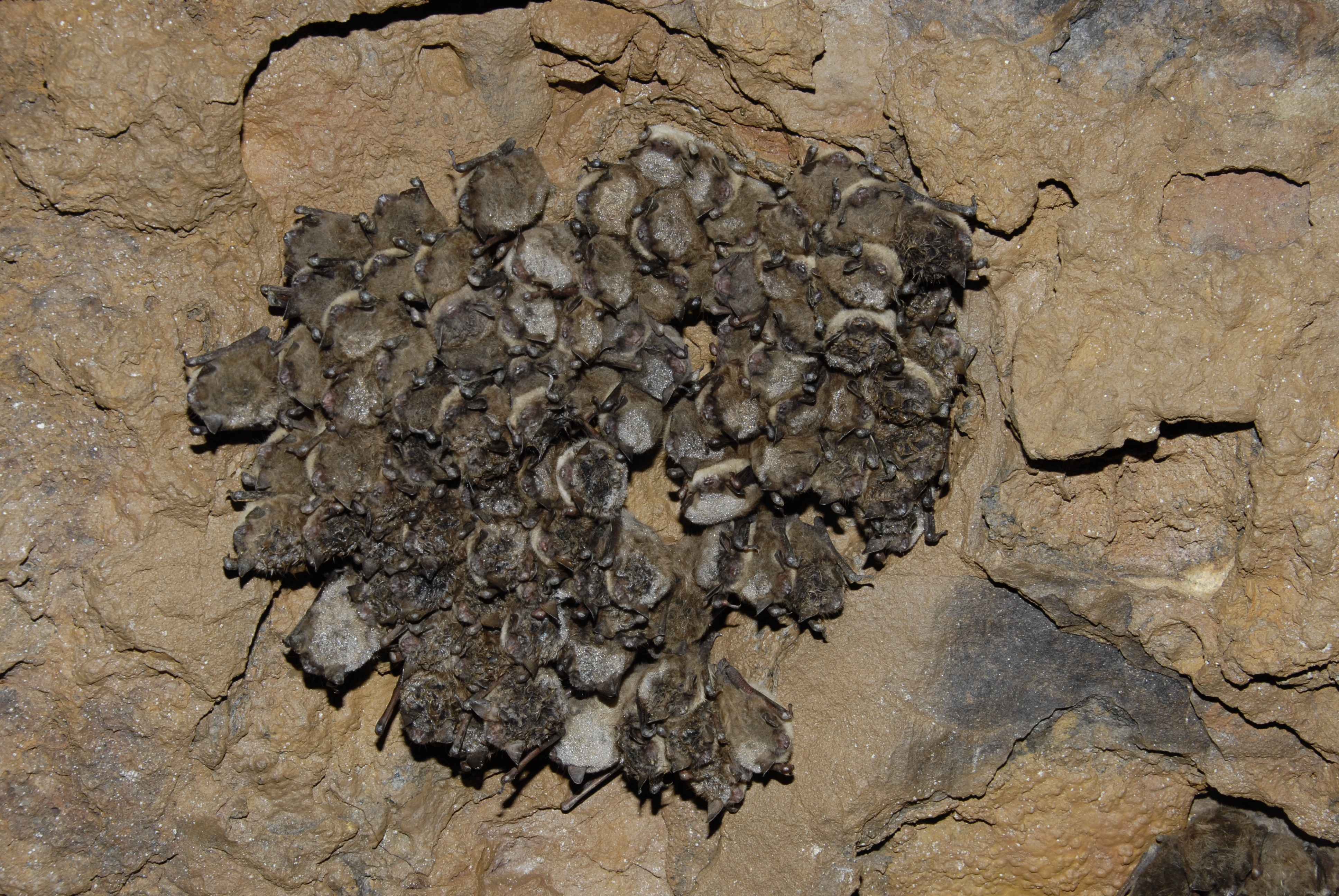
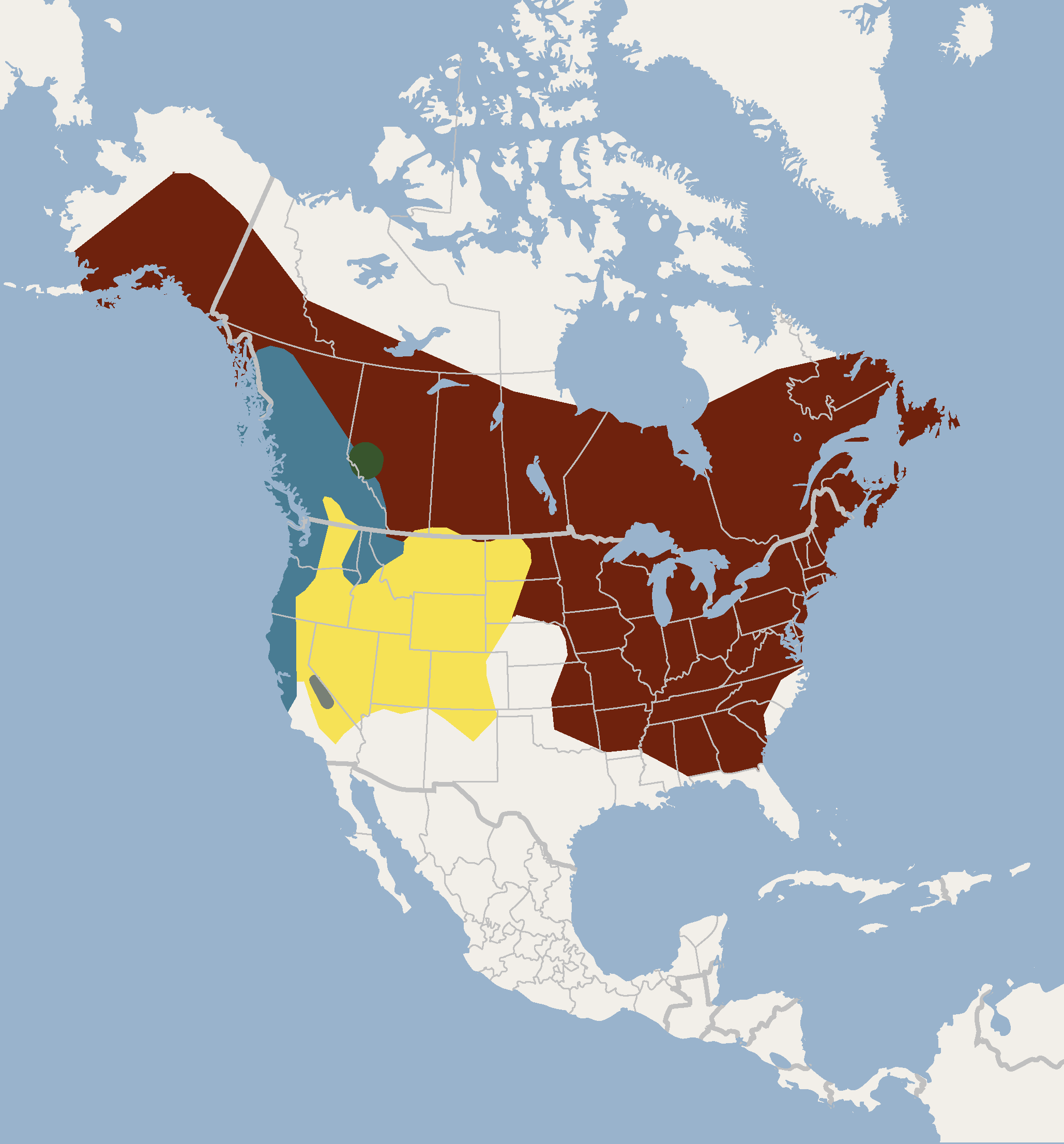